# 許胤宗
许胤宗（?—?），南北朝至隋唐常州义兴县（今江苏省宜兴市）人，名医。
许胤宗在南陈担任新蔡王外兵参军。精通医术，当时太后柳敬言病风不能言，许胤宗以黄芪、防风等煮汤数十斛，置于床下薰治，当夜太后便可以开口说话。于是担任义兴郡太守。陈亡入隋，担任尚药奉御。唐高祖武德初年，官至散骑侍郎。当时关中多骨蒸疾（相当于结核病），得之必死，并相互传染，诸医不能治疗。经他诊治，药到病愈。有人劝他著书留给后世，他回答：“医是意会。意之所解，却说不出来。因此我不能著书。”他主张切脉诊断，用药如果有正相当的，则主张单用一味，不宜杂药乱投。《旧唐书》说他九十余岁去世，《新唐书》说他七十余岁去世。

## 延伸阅读
[在维基数据编辑]
 《舊唐書·卷191》，出自刘昫《舊唐書》